# Deep Waters (1948)
Deep Waters is een Amerikaanse dramafilm uit 1948 onder regie van Henry King.

## Verhaal
Hod Stillwell zet zijn studie architectuur stop om visser te worden. Zijn verloofde Ann Freeman is teleurgesteld en maakt het uit met hem. Zij is een maatschappelijk werkster, die een thuis zoekt voor een 12-jarig jongetje. Die jongen is erg geboeid door het nieuwe werk van Hod.

## Rolverdeling
| Acteur         | Personage       |
| -------------- | --------------- |
| Dana Andrews   | Hod Stillwell   |
| Jean Peters    | Ann Freeman     |
| Cesar Romero   | Joe Sanger      |
| Dean Stockwell | Donny Mitchell  |
| Anne Revere    | Mary McKay      |
| Ed Begley      | Josh Hovey      |
| Leona Powers   | Mevrouw Freeman |
| Mae Marsh      | Molly Thatcher  |
| Will Geer      | Nick Driver     |
| Cliff Clark    | Harris          |
| Bruno Wick     | Drogist         |
| Harry Tyler    | Hopkins         |

## Prijzen en nominaties
| Jaar | Prijs  | Categorie               | Genomineerde(n)                                          | Uitslag     |
| ---- | ------ | ----------------------- | -------------------------------------------------------- | ----------- |
| 1949 | Oscars | Beste speciale effecten | Ralph Hammeras Fred Sersen Edward Snyder Roger Heman sr. | Genomineerd |